# Abbeville (Carolina do Sul)
Abbeville é uma cidade localizada no estado norte-americano da Carolina do Sul, no Condado de Abbeville.

## Demografia
Segundo o censo norte-americano de 2000, a sua população era de 5840 habitantes 
Em 2006, foi estimada uma população de 5683, um decréscimo de 157 (-2.7%).

## Geografia
De acordo com o United States Census Bureau tem uma área de 15,2 km², dos quais 15,2 km² cobertos por terra e 0,0 km² cobertos por água.

## Localidades na vizinhança
O diagrama seguinte representa as localidades num raio de 20 km ao redor de Abbeville. 